# Rivalba
Rivalba – miejscowość i gmina we Włoszech, w regionie Piemont, w prowincji Turyn.
Według danych na rok 2004 gminę zamieszkiwało 966 osób, 96,6 os./km².